# Aleksandr Fadin
Aleksandr Michajłowicz Fadin (ros. Александр Михайлович Фадин; ur. 10 października 1924 we wsi Kniaziewka, zm. 11 października 2011 w Moskwie) – radziecki czołgista, uczestnik II wojny światowej, Bohater Federacji Rosyjskiej.

## Życiorys

### Dzieciństwo i młodość
Urodził się 10 października 1924 we wsi Kniaziewka (ros. Князевка), koło Arzamasu, w obwodzie niżnonowogrodzkim w rodzinie chłopskiej. Jego ojciec, Mojsze Jewsiejewicz Fadin był rosyjskim Żydem. Jego matką była Fira Achromowna Kiejzman. W 1940 roku ukończył niepełną szkołę średnią w Arzamas, a następnie rozpoczął naukę w technikum w Gorkim (dzisiaj Niżny Nowogród).

### II wojna światowa
Po ataku III Rzeszy na Związek Radziecki początkowo nie został powołany do wojska z racji swojego młodego wieku. W 1943 roku przerwał naukę i odbył szkolenie pancerne w Leningradzkiej Wyższej Oficerskiej Szkole Pancernej w Gorkim.
Został wysłany na front jako dowódca czołgu T-34-76 i wziął udział w bitwie na łuku kurskim, bitwie o Biełgorod i zakończonej zdobyciem miasta Operacji Charkowskiej.
Szczególnie zasłużył się podczas „bitwy o Dniepr”, stoczonej w pierwszej połowie listopada 1943 roku, której celem było zniszczenie zgrupowania wojsk niemieckich w rejonie Kijowa i zdobycie stolicy Ukrainy, które nastąpiło w nocy z 6 na 7 listopada.

### Późniejsza kariera wojskowa
Po wojnie służył jako dowódca batalionu pancernego, zastępca szefa sztabu i szef sztabu pułku pancernego, zastępca dowódcy pułku pancernego oraz jako oficer szkolenia bojowego personelu Obrony Cywilnej Ministerstwa Obrony ZSRR. W 1964 roku został przeniesiony do służby w Wojskowej Akademii Wojsk Pancernych im. marszałka Rodiona Malinowskiego w Moskwie. W 1967 roku został mianowany wykładowcą taktyki, stanowisko te zajmował do 1975 roku. W tym samym roku obronił pracę na stopień magistra nauk wojskowych. W latach 1976–1978 przebywał służbowo w Syryjskiej Republice Arabskiej, gdzie organizował szkolenia funkcjonariuszy syryjskich sił pancernych.
Decyzją Wyższej Komisji Atestacyjnej w 1981 roku otrzymał stopień docenta, a następnie profesora. Był autorem lub współautorem ponad 40 prac naukowych z dziedziny wojskowości. Przeszedł na emeryturę w 1996 roku, ale mimo to wciąż aktywnie angażował się w prace Akademii. Od 1998 roku, członek rzeczywisty (senior fellow) w Centrum Technologii Informacyjnych Połączonej Akademii Wojskowej Sił Zbrojnych Federacji Rosyjskiej.
Zmarł 11 października 2011. Został pochowany na Cmentarzu Trojekurowskim w Moskwie.

## Odznaczenia
- „Złota Gwiazda” Bohatera Federacji Rosyjskiej (odznaczenie nr 346) – nadana 9 czerwca 1996 przez Prezydenta Rosji Borysa Jelcyna, za „odwagę i bohaterstwo w walce z hitlerowskim najeźdźcą w Wielkiej Wojnie Ojczyźnianej w latach 1941-1945”[1]
- Order Czerwonego Sztandaru
- Order Czerwonej Gwiazdy
- Order Wojny Ojczyźnianej I klasy
- Order Wojny Ojczyźnianej II klasy
- Order Aleksandra Newskiego
- Order „Za służbę Ojczyźnie w Siłach Zbrojnych ZSRR” III klasy
- Medal „Za zasługi bojowe”
- Medal „Za zwycięstwo nad Niemcami w Wielkiej Wojnie Ojczyźnianej 1941–1945”
- Medal „Za zdobycie Budapesztu”
- Medal „Za zdobycie Wiednia”
- Medal „Za wyzwolenie Pragi”
- Order Podwójnego Białego Krzyża II klasy – nadany 7 kwietnia 2010 przez prezydenta Republiki Słowackiej Ivana Gašparoviča za „udział w walkach o wyzwolenie Słowacji podczas II wojny światowej”[2].